# Баздеров, Корнелий Александрович
Корнелий Александрович Баздеров (22 февраля 1924, Пенза — 17 марта 2009, Мурманск) — советский и российский театральный актёр, участник Великой Отечественной войны, народный артист РСФСР (25.04.1980).

## Биография
Корнелий Баздеров родился 22 февраля 1924 года в Пензе в семье актёра. Начинал театральную деятельность ребёнком в Таганрогском драматическом театре. Затем семья переехала в Астрахань, где в 1942 году он окончил театральную студию при Астраханском драматическом театре.
В 1942 году ушёл на фронт. Участвовал в защите Астрахани, где был контужен. В Калмыкии попал в окружение, получил ожог и обморожение. После госпиталя прошёл обучение и с ноября 1943 года воевал наводчиком гвардейского миномёта (тяжелой «Катюши» БМ-31-12). Освобождал Украину, Румынию, Польшу, Германию, Чехословакию. Войну закончил гвардии сержантом в Берлине. 
С 1947 года выступал в Ферганском русском драмтеатре и Ижевском русском драмтеатре. 
В 1949—2009 годах был артистом Мурманского областного драматического театра, сыграл в театре более 200 ролей.
Умер 17 марта 2009 года на 86-м году жизни в Мурманске.
Похоронен на новом городском кладбище Мурманска.

### Семья
- Жена — театральный деятель Валентина Соломоновна Варшавская (1920—2008), заслуженный работник культуры РСФСР (1970)[2].

## Награды
- Заслуженный артист РСФСР (27.03.1967)
- Народный артист РСФСР (25.04.1980)
- Орден Отечественной войны II степени
- Орден Трудового Красного Знамени
- Орден Почёта (2000) — за заслуги перед государством, многолетнюю плодотворную деятельность в области культуры и искусства, большой вклад в укрепление дружбы и сотрудничества между народами[3]
- Медаль «За отвагу»
- Медаль «За победу над Германией в Великой Отечественной войне 1941—1945 гг.» и др. медали (всего 12 медалей)
- Почётный гражданин города-героя Мурманска (1986)
- Почётный гражданин Мурманской области (2004)
- Премии «Северная Ника» областной организации СТД в номинациях «За лучшую мужскую роль» (1996) и «За честь и достоинство» (2002)

## Работы в театре
- 1985 — «Свадьба Кречинского» А. Сухово-Кобылина — Кречинский
- «Так и будет» Константина Симонова — Савельев
- «Аристократы» — Костя-капитан
- «Годы странствий» — Ведерников
- «Пять вечеров» А. Володина — Ильин
- «Чайка» А. Чехова — Тригорин
- «Коля» — Герасимов
- «Белое облако Чингисхана» по роману Чингиза Айтматова — чужеземец
- «Троянской войны не будет» по пьесе Жана Жироду

## Память
- В 2011 году на фасаде здания Мурманского областного драматического театра установлена мемориальная доска памяти Корнелия Александровича Баздерова[4].